# 愛德華·卡達爾
愛德華·卡達爾（羅馬化：Edvard Kardelj；1910年1月27日—1979年2月10日），南斯拉夫社會主義聯邦共和國政治人物、游擊隊領袖、共產主義思想家、經濟學家、斯洛維尼亞人。他有3個化名：“贝弗克”、「斯佩朗斯」和「克里斯多夫」。卡達爾被认为是南斯拉夫“工人自治”模式的先行者、铁托主义的主要理论家。

## 生平

### 早年
卡達爾出生於斯洛維尼亞的卢布尔雅那（當時屬於奧匈帝國），成長於普通的斯洛維尼亞人家庭。在他16歲時就加入了南斯拉夫共產黨，在那裡，他受到了斯洛維尼亞裔宣傳家福拉多·科薩卡的啟發與影響。卡達爾接著用功唸書，期望做一名教師，但他從未去工作過。1930年，卡達爾因被認定參與非法的共產黨活動，於貝爾格勒被捕。1932年，他被釋放，就在這時蘇聯的約瑟夫·史達林正進行對南共的血腥整肅，大部分前任領導人不是被捕就是處死，之後卡達爾被任命為斯洛維尼亞區的領導人，他隨即動身返回了卢布尔雅那。
1935年，卡達爾前往莫斯科，為共產國際工作。在史達林任命约瑟普·布罗兹·铁托為新一任南共領導人後，卡達爾也晉升為該黨領導層的一員。新的領導班子即以狄托為首，還有亞歷山大·蘭科維奇與卡達爾作為副手。1937年，卡達爾返回南斯拉夫，展開新的政治活動，號召所有反法西斯的南斯拉夫左翼團體即結起來，促成南斯拉夫走向聯邦主義。同年，具自主性的斯洛維尼亞共產黨成立，卡達爾為該黨的領導人之一，與弗兰茨·莱斯科舍克和鲍里斯·基德里奇一同合作。
1939年8月15日，卡達爾與培普卡·卡達里結婚，後者是後來成為「南斯拉夫人民英雄」的共產主義官員伊萬·馬切克的妹妹。
1941年4月，軸心國入侵南斯拉夫，卡達爾成為了「斯洛維尼亞人民解放陣線」的領導人之一。1941年夏秋，他幫助建立游擊隊武裝反抗勢力、打擊軸心佔領軍直至1945年5月，與狄托的「游擊隊」在南斯拉夫人民解放戰爭中合作。

### 戰後
1945年後，卡達爾躍升至南斯拉夫政治的最高領導層之中，搬到了盧布爾雅那附近的塔辛高級住宅，該建築是从企業主伊萬·塞尼格沒收而來的，由波加恩·史圖比卡建造於1940年，最初由共產主義政治人物波里斯·克拉赫佔有。
1945至1947年期間，卡達爾領導南斯拉夫代表團與義大利針對威尼斯-朱利亞地區的領土爭議進行和平談判。1948年蘇南決裂後，卡達爾與米洛万·吉拉斯和弗拉迪米尔·巴卡里奇為南斯拉夫社會主義聯邦共和國策劃出新的經濟政策，即知名的「工人自治」經濟。1950年代，尤其是吉拉斯被驱逐出領導層後，卡達爾成為铁托主义和自主管理理論的主要理論家。
1959年，卡達爾受到朱凡·凡塞諾夫的槍擊而受了傷。雖然警察官方報告指出此事件是凡塞諾夫射擊一頭野豬，流彈因觸及岩石導致跳彈而傷到卡達爾的意外，但外界有臆測此為卡達爾的政治對手—亞歷山大·蘭科維奇或是其盟友—斯洛博丹·佩涅吉奇的一次失敗的政治暗殺。
因為不明的原因，卡達爾的政治地位於1960年代逐漸降低。到1973年，才再度提昇，當時狄托大力整肅克羅埃西亞、塞爾維亞和斯洛維尼亞的改革派共產主義領導者，以恢復傳統的黨路線。1974年，卡達爾成為南斯拉夫新的1974年憲法的主要創始人之一，該憲法旨在將中央政府權力下放給各加盟共和國。

### 死亡與影響
1979年2月10日，卡達爾在卢布尔雅那死於大腸癌，享年69歲。
卡達爾在世時曾擁有許多榮譽，他被指名為斯洛維尼亞科學藝術學院的會員，官方也頒給他「南斯拉夫人民英雄」的頭銜。許多街道和克羅埃西亞沿岸城市普洛切也在1950年—1954年和1980年—1990年被命名為「卡達爾城」。在卡達爾死後不久，盧比安納大學也變更校名，成為「盧比安納愛德華·卡達爾大學」。
南斯拉夫解體後，大部分的街道、城市名也被改回了先前的名字，但斯洛維尼亞有些仍然以卡達爾之名保留著，尤其著名的是新戈里察的大部分廣場。
卡達爾的兒子波魯特·卡達爾是一位詩人，他於1971年自殺身亡。卡達爾之妻亦於1990年自殺。